# Бойків Олександр Миколайович
Олександр Бойків (псевдо: «Граніт», «Дубчак», «Ігор»; 1896, с. Спас, нині Коломийський район, Івано-Франківська область — 29 вересня 1968, м. Париж, Франція) — діяч УВО, ОУН. Особистий секретар Євгена Коновальця.

## Життєпис
Народився в 1896 році у селі Спас Коломийського повіту на Станиславівщині (нині Коломийського району Івано-Франківської області). Він був восьмою дитиною у сім'ї заможних селян.
Закінчив чотирирічну народну школу в рідному селі. З 1909 р. по 1914 р. навчався в Українській державній гімназії в Коломиї, але через події Першої світової війни встиг закінчити лише п'ять класів.

### Служба вУССтаУГА
У 1915 в Легіоні УСС. Восени 1920 року в складі Гірської бригади УГА перейшов Карпати на територію Чехії й опинився у таборі інтернованих вояків УГА в Німецькому Яблонному.

### Діяльність вУВОтаОУНна території Чехії
У 1925 році вступив на електротехнічний факультет Празького університету, став лідером українського студентства. На з'їздах Центрального Союзу Українського Студентства (ЦСУС) Олександру Бойківу доручали різні пости — від секретаря до віце-президента й економічного референта Головної управи. Керуючи 24 студентськими організаціями, він активно співпрацював у «Студентському віснику».
Член УВО з 1926. Цього ж року за дорученням Євгена Коновальця організував у Празі для солдатів, підстарший і старшин УГА товариство «Єдність». З 1928 керівник УВО у Празі.
У 1928 брав участь у 2-й конференції українських націоналістів у Празі. Того ж року він організував видання газети «Розбудова нації».

### Особистий секретарЄвгена Коновальця
Протягом 1930–1931 особистий секретар Євгена Коновальця у Женеві. Влітку 1930 року під його керівництвом почав виходити англійською та французькою мовами «Бюлетень українських новин». На його сторінках Олександр Миколайович виступав із викривальними статтями, в яких розвінчував звірства польської солдатчини в Галичині. За наполяганням польського уряду навесні 1931-го покинув Женеву і переїхав до Парижу.

### Діяльність у Франції
У 1931 стає засновником Українського Народного Союзу у Франції, видає у Парижі літографічним способом «Бюлетень Українського Народного Союзу», а згодом і «Вісті». Відтак заснував приватну українську друкарню і розпочав з 1933 випуск тижневика «Українське слово», що фактично розходився по всьому закордонному світу й західних українських теренах. Протягом 1938—1948 голова теренового проводу ОУН у Франції.
26 січня 1944 заарештований нацистами за організацію переправи членів ОУН до Іспанії через Піренеї. Перебував у концтаборі «Заксенгаузен» до жовтня 1944.
Після війни повернувся до Франції, працює на відновлення УНС, «Українського слова» й загалом української друкарні, студентського фонду «Учітеся, брати мої». Майже повністю зруйнована друкарня відновила свою діяльність у лютому 1948 року, а у червні 1949 вийшов у світ перший повоєнний номер «Українського слова». Одночасно Олександр Бойків був постійним кореспондентом тижневика «Новий шлях», «Бюлетеня УНО». Дописував також до календарів, альманахів «Наш клич», «Хлібороб», що виходили в Аргентині, Бразилії. В «Українському слові» вів рубрику «З українських земель», де вміщував сотні заміток під псевдонімом «Роман Дідух» та криптонімом «РПП».
Займав посаду референта преси та інформації ПУН протягом 1954—1964, головний контрольний ОУН (1953—1954), член Сенату ОУН (1964—1968).
29 вересня 1968 року помер у Парижі. Похований на цвинтарі Пантен.